# Rivière Bouctouche
Pour les articles homonymes, voir Bouctouche (homonymie).
La rivière Bouctouche est une rivière canadienne du Nouveau-Brunswick, qui se jette dans la baie de Bouctouche et finalement dans le détroit de Northumberland, après un cours long de plus de 50 kilomètres, à travers le comté de Kent.

## Géographie

### Cours
La rivière Bouctouche prend sa source à un kilomètre au nord de Gallagher Ridge, à 90 mètres d'altitude. Elle se dirige ensuite vers le nord, passe par Saint-Paul et adopte ensuite une direction nord-est, selon l'orientation générale des cours d'eau de la région (Richibouctou, Cocagne, Kouchibouguac). Elle conflue ensuite avec la rivière Bouctouche Sud, à 2 km à l'ouest de Coate's Mills.
Après avoir arrosé plusieurs hameaux dont Sainte-Marie-de-Kent et la ville de Bouctouche, la rivière s'élargit pour former le havre de Bouctouche. À cet endroit, elle conflue avec la Petite Rivière Bouctouche, son principal affluent, et la rivière black. Deux kilomètres et demi plus loin, le havre s'élargit pour former la baie de Bouctouche. La baie se déverse ensuite dans le détroit de Northumberland, en direction sud.
Le cours de la rivière peut être divisé en plusieurs régions:
- La haute vallée, entre sa source et Sweeneyville, est une région au relief peu escarpée et au couvert forestier important.
- La partie entre Sweeneyville et Haut-Bouctouche est une région au relief plus escarpé, où la rivière traverse une gorge.
- La basse vallée, entre Haut-Bouctouche et l'embouchure, est une région peuplée, où les berges sont presque toutes déboisées, où l'on pratique l'agriculture et où il y a plusieurs villages, dont le principal est Bouctouche.

### Hydrographie
Les affluents de la Bouctouche ont des débits et des longueurs variées (d'amont en aval):
- La rivière Bouctouche Sud (25 km), en rive droite à Coate's Mills.
- Le ruisseau Mill (15 km), en rive gauche à Maria-de-Kent.
- Le ruisseau Noël (7 km), en rive gauche à Bouctouche 16.
- La rivière Black (12 km), en rive gauche dans le quartier Saint-Jean-Baptiste, à Bouctouche.
- La Petite Rivière Bouctouche (17 km), en rive droite entre le quartier Bouctouche-Sud et Saint-François de Kent.

## Activités
L'économie de la vallée est dominée par l'agriculture, et l'exploitation forestière, avec aussi une activité touristique et quelques industries dans la basse vallée.
Dans une anse en face de Bouctouche, sur l'île-aux-Puces, se trouve le Pays de la Sagouine. Ce parc recrée l'univers de la pièce La Sagouine, de l'auteure Antonine Maillet.
Au moins quatre ponts traversent la rivière, et il y a deux ports de plaisance à Bouctouche.

## Environnement
L'eau de la baie de Bouctouche est très polluée.